# Endō Shūsaku

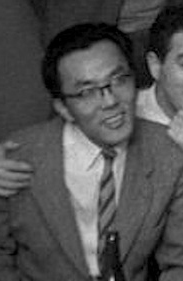
Shūsaku Endō (1954)

Endō, Shūsaku (japanisch 遠藤 周作; * 27. März 1923 in Nishi-Sugamo, Landkreis Kita-Toshima (heute: Toshima), Präfektur Tokio; † 29. September 1996) war ein japanischer Schriftsteller und Träger des Akutagawa-Preises, des bedeutendsten japanischen Literaturpreises.
Endōs Werke sind stark von seinem römisch-katholischen Glauben geprägt. Bereits seine Mutter war Katholikin und auch Endo selbst wurde katholisch erzogen. Im Alter von 12 Jahren wurde er auf den Namen Paul getauft. Damit gehörte er der christlichen Minderheit in Japan mit einem Bevölkerungsanteil von weniger als einem Prozent an.
2000 wurde in Sotome (heute: Nagasaki) das Endō-Shūsaku-Literaturmuseum eröffnet.

## Leben
Endō Shūsaku wurde als zweiter Sohn eines Bankangestellten und einer Musikerin geboren. Seine Eltern ließen sich 1933 scheiden. Während Endōs Vater in Dairen blieb, kehrte die Mutter mit den Kindern nach Japan zurück. Nach dem Abschluss der Oberschule in Tokio studierte Endō an der Keiō-Universität französische Literatur und schloss im Alter von 25 Jahren das Studium ab. Nach dem Pazifikkrieg studierte er von 1950 bis 1953 an der Universität Lyon moderne katholische Literatur. Ein Jahr nachdem er gesundheitlich geschwächt aus Frankreich zurückgekehrt war, 1954, verstarb seine Mutter.
Im selben Jahr heiratete er Junko Okada. 1956 wurde ihr Sohn Ryūnosuke geboren. Endō arbeitete als Dozent an der Sophia-Universität in Tokio. Er unternahm mehrfach Reisen nach Europa und Israel. 1968 gründete er ein Amateurtheater. Von 1985 bis 1989 war er Präsident des japanischen P.E.N.-Zentrums. Im September 1996 erlag er im Klinikum der Keio-Universität in Tokio einem Lungenleiden.

## Auszeichnungen
- 1955 Akutagawa-Preis für Weißer Mann (白い人, Shiroi hito)
- 1958 Shinchō-Literaturpreis und Mainichi-Kulturpreis für Meer und Gift (海と毒薬, Umi to dokuyaku)
- 1966 Tanizaki-Jun’ichirō-Preis für Schweigen (沈黙, Chinmoku)
- 1968 Offizier des Ordens des Infanten Dom Henrique
- 1979 Yomiuri-Literaturpreis für Die Geburt Christi (キリストの誕生, Kirisuto no tanjō)
- 1980 Noma-Literaturpreis für Samurai (侍)
- 1988 Bunka kōrōsha Ernennung zur Person mit besonderen kulturellen Verdiensten
- 1994 Mainichi-Kunstpreis für Fukai Kawa (深い河)
- 1995 Verleihung des japanischen Kulturordens

Zudem wurden mehrere Werke in die UNESCO-Sammlung repräsentativer Werke aufgenommen.

## Werke

### Meer und Gift
Der Roman Meer und Gift (Umi to Dokuyaku) handelt von einem grausamen Ereignis der japanischen Kriegsgeschichte. Er schildert, wie amerikanische Kriegsgefangene, die im Mai 1945 mit einer B-29 über Fukuoka abstürzten, von japanischen Ärzten für Vivisektionen und Experimente missbraucht werden und ums Leben kommen. Das Werk wurde 1958 mit dem Mainichi-Kulturpreis ausgezeichnet.

### Schweigen
Der Roman Schweigen (Chinmoku) handelt von der Christenverfolgung, die das Ende des „christlichen Zeitalters“ in Japan bedeutete. Der Schriftsteller Leopold Federmair meinte bezüglich des Romans: „Der Titel bezieht sich auf ein uraltes christliches, zuvor schon im Alten Testament abgehandeltes Thema, nämlich das Schweigen Gottes. Shūsakus Roman ist eine japanische Theodizee.“
Der Roman spielt im Jahr 1638 und handelt von dem jungen Jesuiten Sebastian Rodrigo. Dieser reist nach Japan, um als Priester geheime Missionsarbeit zu leisten. Folterungen, Kreuzigungen und unmenschliche Demütigungen lassen den Priester oft an seiner Aufgabe verzweifeln. Seiner Meinung nach sei es nämlich Gott, der schweige.
Der Roman wurde zweimal verfilmt: 1971 vom japanischen Regisseur Masahiro Shinoda unter dem Titel Chinmoku und 2016 von Martin Scorsese unter dem Titel Silence.

### Wiedergeburt am Ganges
Der Roman Wiedergeburt am Ganges (Fukai Kawa) beschreibt die Reise von fünf Japanern, die sich von der Reise zum Ganges geistliche Erneuerung versprechen.
Der Roman wurde verfilmt.

### Samurai
Der Roman Samurai beschreibt einen kaum bekannten, aber historisch belegten Teil der Begegnung des Abendlandes mit Japan im Zeitalter des Kolonialismus (etwa 16./17. Jahrhundert).
Hasekura Tsunenaga, ein Samurai, macht sich mit einem Franziskanerpriester auf die Reise nach Mexiko (damals Neu-Spanien), um transpazifische Handelsbeziehungen einzuleiten.
Der Weg, in dessen Verlauf der Samurai zum Christen wird, führt weiter über Spanien bis nach Rom, zu einer Audienz mit dem Papst. Bei der Rückkehr nach Japan muss der Samurai feststellen, dass sich sein Land in die Isolation begeben hat und dass Christen nicht mehr willkommen sind. Neben der exotischen Reise behandelt das Buch die Suche des Einzelnen nach seinem Glauben sowie seine Verantwortung gegenüber dem Feudalherrscher und der Kirchenobrigkeit.

### Werkübersicht (Auswahl)
- 1954 Aden made (アデンまで)
- 1955 Shiroi Hito, Kiiroi Hito (白い人・黄色い人 ‚Weißer Mann, Gelber Mann‘)
- 1958 Umi to Dokuyaku (海と毒薬)
  - Meer und Gift, übersetzt von Jürgen Berndt. Volk und Welt, Berlin 1976.
- 1959 Obakasan (おバカさん)
  - Der wunderbare Träumer, übersetzt von Maja Ueberle-Pfaff (aus dem Englischen). Herder, Freiburg 1993
- 1960 Kazan (火山)
  - Der Vulkan, übersetzt von Jürgen Berndt. Freiburg, Herder 1992, ISBN 3-451-22374-0.
- 1963 Otoko to kyūkanchō
  - Die Männer und ein Vogel, übersetzt von Jürgen Berndt. In: Träume aus zehn Nächten. Japanische Erzählungen des 20. Jahrhunderts, herausgegeben von Eduard Klopfenstein. Theseus Verlag, München 1992. ISBN 3-85936-057-4.
- 1965 Ryūgaku (留学)
  - Foreign Studies, übersetzt von Mark Williams, London 1989 (Englisch)
- 1966 Chinmoku (沈黙)
  - Schweigen, übersetzt von Ruth Linhart. Droemer Knaur, München 1992; Neuausgabe: Septime-Verlag, Wien 2016, ISBN 978-3-902711-40-3.
- 1969 Taihen dā (大変だァ englisch Good Grief!)
- 1973 Shikai no Hotori (死海のほとり ‚Am Toten Meer‘)
- 1973 Iesu no Shōgai (イエスの生涯 ‚Das Leben Jesu‘)
  - A life of Jesus, übersetzt von Richard A. Schuchert, New York, Mahwah, 1978 (Englisch)
- 1973 Kirisuto no Tanjō (キリストの誕生 ‚Die Geburt Christi‘)
- 1973 Fukai Kawa (深い河)
  - Wiedergeburt am Ganges, übersetzt von Otto Putz. Volk und Welt, Berlin 1995, ISBN 3-353-01033-5.
- 1974 Kuchibue o fuku toki (口笛をふく時 ‚Wenn ich pfeife‘)
  - Eine Klinik in Tokyo, übersetzt von Rainer Rönsch (aus dem Englischen). Volk und Welt, Berlin 1982.
- 1980 Samurai (侍)
  - Der Samurai, übersetzt von Jürgen Berndt. Volk und Welt, Berlin 1988, ISBN 3-353-00368-1.
- 1986 Sukyandaru (スキャンダル ‚Skandal‘)
  - Sünde, übersetzt von Jürgen Berndt. Schneekluth, München 1990, ISBN 3-7951-1082-3.

### Theater
- 13. Mai 1966 Ōgon no Kuni (黄金の国, Das goldene Land), UA: Kumo Theatergruppe, Tokyo, Regie: Akutagawa Hiroshi
- 30. September 1969 Bara no yakata (薔薇の館, Das Haus inmitten von Rosen), UA, Tokyo, Regie: Akutagawa Hiroshi

## Verfilmungen
- 1968 Nihon no seishun, Regie: Masaki Kobayashi
- 1969 Watashi ga suteta onna, Regie: Kirirō Urayama
- 1971 Chinmoku, Regie: Masahiro Shinoda
- 1976 Saraba natsuno hikariyo, Regie: Shigeyuki Yamane
- 1981 Mayonaka no shōtaijō, Regie: Yoshitarō Nomura
- 1986 Umi to dokuyaku, Regie: Kei Kumai; Silberner Bär der Berlinale 1986
- 1988 Yojo no jidai, Regie: Shunichi Nagasaki
- 1995 Fukai kawa, Regie: Kei Kumai
- 1997 Aisuru (nach Watashi ga Suteta Onna), Regie: Kei Kumai
- 2016 Silence, Regie: Martin Scorsese